# Oscar en villégiature
Oscar en villégiature est un film muet français réalisé par Louis Feuillade et sorti en 1913.

## Fiche technique
- Titre : Oscar en villégiature
- Réalisation : Louis Feuillade
- Société de production : Société des Établissements L. Gaumont
- Format : film muet - Noir et blanc  - 1,33:1 - 35 mm
- Genre : Comédie
- Dates de sortie : 
  - France : 25 juillet 1913

## Distribution
- Léon Lorin : Oscar